# رينان لودي
رينان أوغوستو لودي دوس سانتوس (ولد في 8 أبريل 1998) المعروف باسم رينان لودي، لاعب كرة قدم برازيلي محترف يلعب كظهير أيسر للهلال السعودي.

## مسيرته الكروية

### أتلتيكو باراناينسي
وُلد لودي في سيرانا،ساو باولو ، وانضم إلى فريق شباب أتلتيكو باراناينسي في عام 2012. وظهر لأول مرة مع الفريق الأول و أيضًا المرة الأولى في بطولة الدوري البرازيلي في يوم 14 أكتوبر 2016 ، حيث بدأ بخسارة 1-0 خارج أرضه ضد نادي غريميو.
لعب لودي لاحقًا فريق تحت 23 عامًا في بطولة باراناينسي ، وسجل أول هدف كبير له في 25 مارس 2018 ، حيث سجل الهدف الافتتاحي في مباراة الفوز 5-0 على أرضه ضد نادي مارينغا. بعد ثلاثة أيام من المباراة ، قام مدد عقده مع النادي حتى مارس 2021.
أصبح لودي لاعبًا أساسيًا بشكل منتظم تحت قيادة المدير الفني الجديد تياغو نونيز ، ولذلك قام اللاعب يوم 10 أغسطس 2018 بتجديد عقده حتى عام 2022.

### أتلتيكو مدريد

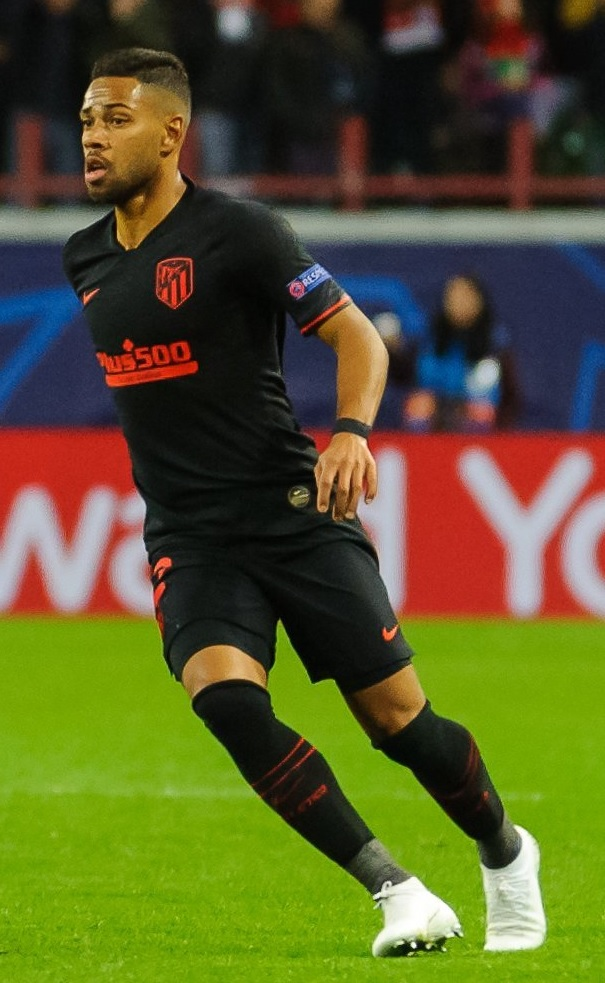
لودي برفقة نادي أتلتيكو مدريد عام 2019

في 28 يونيو 2019 ، توصل نادي أتلتيكو مدريد الإسباني إلى اتفاق مبدئي مع نادي أتليتيكو باراناينسي بشأن انتقال لودي.
تم الانتهاء من الصفقة في 7 يوليو 2019 ووقع لودي عقدًا لمدة ست سنوات مع النادي.
في 24 نوفمبر 2019 ، سجل لودي هدفه الأول لأتلتيكو مدريد بالتعادل 1-1 مع نادي غرناطة.
في 16 مايو 2021 ، دخل لودي كبديل وسجل هدفًا متأخرًا في المباراة التي انتهت بفوز الفريق 2-1 على أرضه أمام نادي أوساسونا وهي المباراة التي أدت إلى إبقاء النادي في السباق للفوز بلقب الدوري الإسباني ضد نادي ريال مدريد.
في الأسبوع التالي ، عندما فاز أتليتكو مدريد بالمباراة الأخيرة في البطولة ، توج لودي و النادي بلقب الدوري الإسباني.
في 15 مارس 2022 ، سجل لودي هدفه الأول ببطولة دوري أبطال أوروبا لمساعدة ناديه على الفوز أمام نادي مانشستر يونايتد 1-0 على ملعب أولد ترافورد والتأهل إلى ربع النهائي بالبطولة ، حيث حقق أتلتيكو مدريد الفوز بنتيجة 2-1 في مجموع المباراتين.

### الهلال السعودي
أنضم إلى نادي الهلال السعودي في 17 يناير 2024 حيث نشر النادي السعودي مقطع فيديو للاعب في العاصمة الفرنسية باريس بعنوان "الوجهة إلى السعودية" قال فيه رينان إنه "متشوق ومتلهف" للظهور مع الهلال.
حقق ثلاث بطولات خلال اربع شهور فقط مع الهلال وبالاضافه الى كاس موسم الرياض بطوله وديه
حقق مع الهلال كاس السوبر السعودي 2024 و كاس الدوري السعودي 2024 و كاس الملك السعودي 2024
وحقق مع الهلال الرقم القياسي في موسوعة غينيس لاكثر سلسلة انتصارات متتاليه في كرة القدم ب 34 أنتصار

## وصلات خارجية
- رينان لودي على موقع الاتحاد الأوربي (الإنجليزية)
- رينان لودي على موقع إي إس بي إن إف سي (الإنجليزية)
- رينان لودي على موقع قاعدة بيانات كرة القدم.إي يو (الإنجليزية)
- رينان لودي على موقع ليكيب (الفرنسية)
- رينان لودي على موقع ناشيونال فوتبول تيمز (الإنجليزية)
- رينان لودي على موقع Soccerbase.com (لاعب) (الإنجليزية)
- رينان لودي على موقع Soccerway.com (الإنجليزية)
- رينان لودي على موقع عالم كرة القدم.نت (الإنجليزية)
- رينان لودي على موقع AS.com (الإسبانية)
- رينان لودي  على سكروي